# این احساس شاد
این احساس شاد (انگلیسی: This Happy Feeling) فیلمی به کارگردانی بلیک ادواردز محصول سال ۱۹۵۹ کشور ایالات متحده آمریکا است.

## بازیگران
- دبی رینولدز: Janet Blake
- کورد یورگنس: Preston Mitchell
- جان ساکسون: Bill Tremaine
- آلکسیس اسمیت: Nita Hollaway
- مری آستور: Miss Tremaine
- استل وینوود: Mrs. Early
- تروا دوناهو: Tony Manza
- هیدن رورک: Mister Booth
- گلوریا هولدن: Miss Dover
- Alex Gerry: Mister Dover
- جو فلین: Doctor McCafferty